# Coniacium
| ❮ | System      | Serie       | Stufe         | ≈ Alter (mya) |
| ❮ | später      | später      | später        | jünger        |
| - | ----------- | ----------- | ------------- | ------------- |
| ❮ | K r e i d e | Oberkreide  | Maastrichtium | 66 ⬍ 72       |
| ❮ | K r e i d e | Oberkreide  | Campanium     | 72 ⬍ 83,6     |
| ❮ | K r e i d e | Oberkreide  | Santonium     | 83,6 ⬍ 86,3   |
| ❮ | K r e i d e | Oberkreide  | Coniacium     | 86,3 ⬍ 89,7   |
| ❮ | K r e i d e | Oberkreide  | Turonium      | 89,7 ⬍ 93,9   |
| ❮ | K r e i d e | Oberkreide  | Cenomanium    | 93,9 ⬍ 100,5  |
| ❮ | K r e i d e | Unterkreide | Albium        | 100,5 ⬍ 112,9 |
| ❮ | K r e i d e | Unterkreide | Aptium        | 112,9 ⬍ 126,3 |
| ❮ | K r e i d e | Unterkreide | Barremium     | 126,3 ⬍ 130,7 |
| ❮ | K r e i d e | Unterkreide | Hauterivium   | 130,7 ⬍ 133,9 |
| ❮ | K r e i d e | Unterkreide | Valanginium   | 133,9 ⬍ 139,3 |
| ❮ | K r e i d e | Unterkreide | Berriasium    | 139,3 ⬍ 145   |
| ❮ | früher      | früher      | früher        | älter         |

Das Coniacium (im deutschen Sprachgebrauch häufig verkürzt zu Coniac) ist in der Erdgeschichte eine chronostratigraphische Stufe der Oberen Kreide. Sie ist geochronologisch auf den Zeitraum von ca. 89,7 bis etwa 86,3 Millionen Jahren zu datieren. Das Coniac folgt auf das Turonium und wird vom Santonium abgelöst.

## Namensgebung und Geschichte
Die für diese Stufe typischen Gesteinseinheiten liegen in der historischen Landschaft Saintonge in der Nähe der Stadt Cognac (Département Charente, Frankreich). Henri Coquand führte Stufe und Name 1857 in die wissenschaftliche Literatur ein.

## Definition und GSSP
Die untere Grenze der Stufe wird durch das Erstauftreten der Inoceramen-Art Cremnoceramus deformis erectus (Meek, 1877), identisch zu Cremnoceramus rotundatus (sensu Tröger non Fiege), definiert. Die obere Grenze (genauer: die Untergrenze des Santoniums) ist definiert durch das Erstauftreten der Inoceramen-Art Cladoceramus undulatoplicatus. Der GSSP (globale Typlokalität und Typprofil der Stufenuntergrenze) für das Coniacium ist der Kalksteinbruch Salzgitter-Salder.

## Untergliederung
Das Coniacium wird auf Unterstufenniveau in Unter-, Mittel- und Oberconiacium unterteilt.
Das Coniacium bildete früher zusammen mit dem Santonium die stratigraphische Stufe des Emscher.
Im Tethysbereich werden für das Coniacium biostratigraphisch drei Ammoniten-Zonen ausgeschieden:
- Paratexanites serratomarginatus
- Gauthiericeras margae
- Peroniceras tridorsatum

Im borealen Bereich tritt zuunterst noch die Forresteria petrocoriensis-Zone hinzu.

## Magnetostratigraphie
Das gesamte Coniacium gehört magnetostratigraphisch zur C34-Anomalie, der so genannten „kretazisch magnetisch ruhigen Zone“ mit normaler Polarität.

## Meeresspiegelzyklen
Nach Erreichen des absoluten Meeresspiegelhöchststands im Unterturon macht sich im Coniacium ein allmählicher erneuter Rückgang des Meeresspiegels bemerkbar. Dieser Zyklus 1. Ordnung wird jedoch von einem kürzperiodischeren Meeresspiegelanstieg (Zyklus 2. Ordnung) überlagert, der global zu Transgressionen führt und im Mittelconiacium kulminiert. Es folgt darauf die Regression Co1 (87.0 Ma BP), die Mittel- und Oberconiacium voneinander trennt. Ein Zyklus 3. Ordnung bewirkt überdies eine erneute Transgression im Oberconiacium.

## Ozeanisches anoxisches Ereignis
Ab dem Mittelconiacium kommt es im Atlantikbereich unter Bildung von Schwarzschiefersedimenten zu einem ozeanischen anoxischen Ereignis, dem so genannten OAE-3, das bis ins Mittelsantonium andauert (87,3 - 84,6 Ma BP). Es ist das am längsten andauernde und gleichzeitig letzte derartige Ereignis während der Kreidezeit.